# Wilhelm Gerstenmeier
Wilhelm Gerstenmeier, född 17 januari 1908 i Augsburg, död 3 december 1944 i Majdanek, var en tysk SS-Hauptscharführer. Under andra världskriget var han ansvarig för leveranserna av Zyklon B till koncentrations- och förintelselägret Majdanek, beläget i utkanten av Lublin.
Den 23 juli 1944 befriades Majdanek av Röda armén och Gerstenmeier greps tillsammans med flera andra ur lägerpersonalen. Senare samma år ställdes han och fem andra misstänkta krigsförbrytare inför rätta vid den första Majdanekrättegången. Den 2 december 1944 dömdes de sex åtalade till döden genom hängning. Samtliga, utom en som begick självmord, avrättades i närheten av krematorierna i Majdanek påföljande dag. Avrättningarna bevittnades av tusentals åskådare.
I dokumentärfilmen Swastyka i Szubienica (”Svastikan och galgen”) från 1945 skildras rättegången och avrättningarna.